# ポラリス計画
ポラリス計画（Polaris program）は、起業家のジャレッド・アイザックマンが企画した民間宇宙飛行計画。インスピレーション4ミッション（初めての民間人だけでの宇宙飛行）の指揮官としての経験に基づいて、アイザックマンはスペースXと契約してポラリスを立ち上げた。この計画はでスペースXのクルードラゴン宇宙船を使った2回のミッションと、最終的にスターシップでの有人飛行が計画されている。

## フライト
| ミッション                     | 打ち上げ日    | 打ち上げ機           | 宇宙船                                 | 軌道                                 | クルー                                                                              |
| ------------------------------ | ------------- | -------------------- | -------------------------------------- | ------------------------------------ | ----------------------------------------------------------------------------------- |
| ポラリス ドーン (ミッション I) | 2024年8月26日 | ファルコン9ブロック5 | クルードラゴン (C207.3 レジリエンス) ♺ | 低軌道、最高遠地点 1,400 km (870 mi) | - ジャレッド・アイザックマン - スコット・ポティート - サラ・ギリス - アンナ・メノン |
| ミッション II                  | TBA           | ファルコン9ブロック5 | クルードラゴン TBA                     | TBA                                  | - ジャレッド・アイザックマン - TBA - TBA - TBA                                      |
| ミッション III                 | TBA           | スターシップ         | スターシップ                           | TBA                                  | - ジャレッド・アイザックマン - その他未定                                           |

### ポラリス ドーン
2024年8月26日に打ち上げられる予定のポラリス ドーン ミッションでは、クルードラゴンカプセルがアイザックマンと3人のクルー（スコット・ポティート、サラ・ギリス、アンナ・メノン）を長楕円軌道に乗せ、地球から最大1,400キロメートル (870 mi)離れた場所まで運ぶ予定であるが、これはアポロ計画以来、人類が到達する最も遠い場所であり、ヴァン・アレン帯の一部を通過して宇宙放射線の健康への影響と宇宙飛行が人体に与える影響を研究する。ミッションの後半ではアイザックマンとギリスが初の商業宇宙遊泳に挑戦する予定となっている。

### ミッション II
打ち上げ日と乗組員はまだ発表されていないが、ポラリス計画の2番目のミッションは、クルードラゴンカプセルを搭載したファルコン9ブロック5ロケットで打ち上げられる予定である。このミッションでは、ハッブル宇宙望遠鏡をより高い軌道に打ち上げ、大気圏で燃え尽きるのを防ぐ可能性がある。

### ミッション III
3回目のポラリスミッションは、SpaceXの次世代打ち上げシステムであるスターシップで打ち上げられる予定だが、「SpaceXの将来としてはずっと先の話」である。
スターシップは2024年4月時点で初期飛行試験中であり、スターシップが約100回の貨物飛行を成功させた後にのみ乗組員を乗せる予定となっている。これはポラリスプログラムの最終飛行となる。